# صندلی باث
صندلی باث (به انگلیسی: Bath Chair) نوعی کالسکه برای یک نفر است که در قرن ۱۸ میلادی، توسط جیمز هیث از اهالی باث، سامرست (شهری در جنوب غربی انگلستان) ابداع شد و نام خود را از این شهر گرفته است. این صندلی دارای سه یا چهار چرخ بود و بیشتر برای بیماران و افراد دارای معلولیت استفاده می‌شد. این صندلی به وسیله انسان به حرکت در می‌آمد و می‌توانست توسط دست کشیده یا هل داده شود.

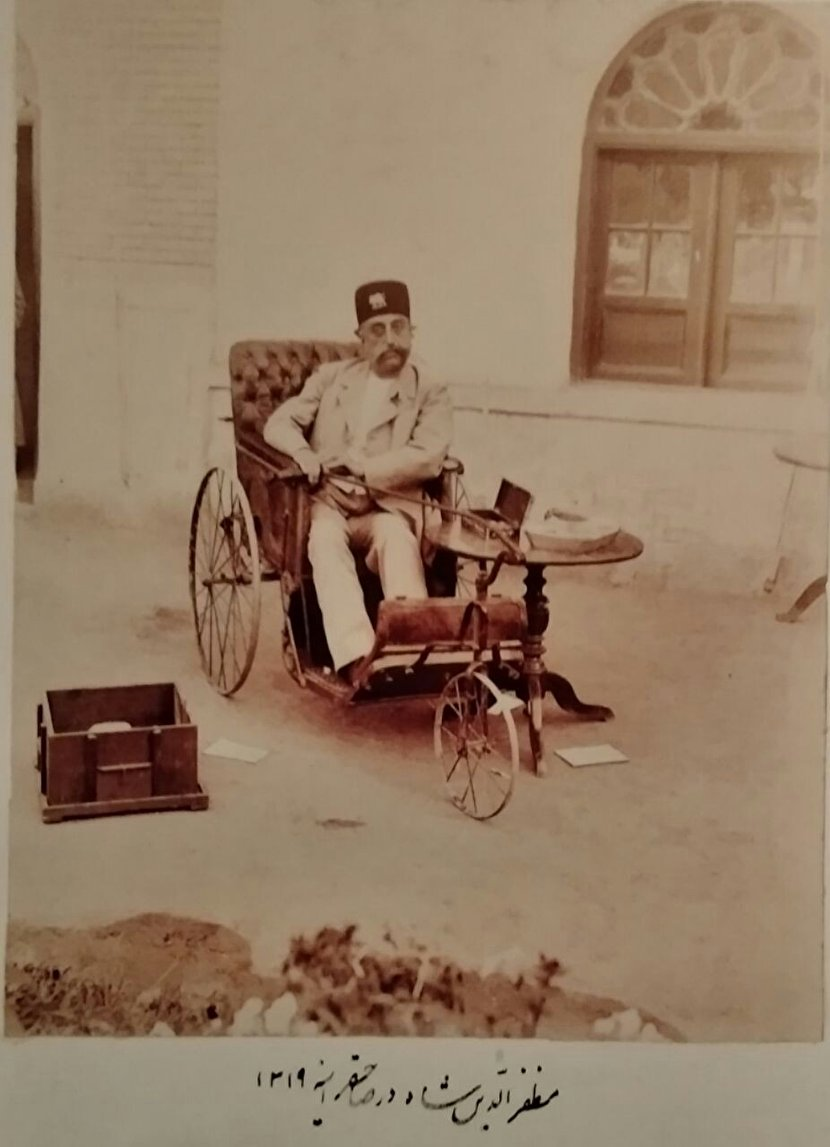
مظفرالدین شاه در صندلی باث، در ایام بیماری
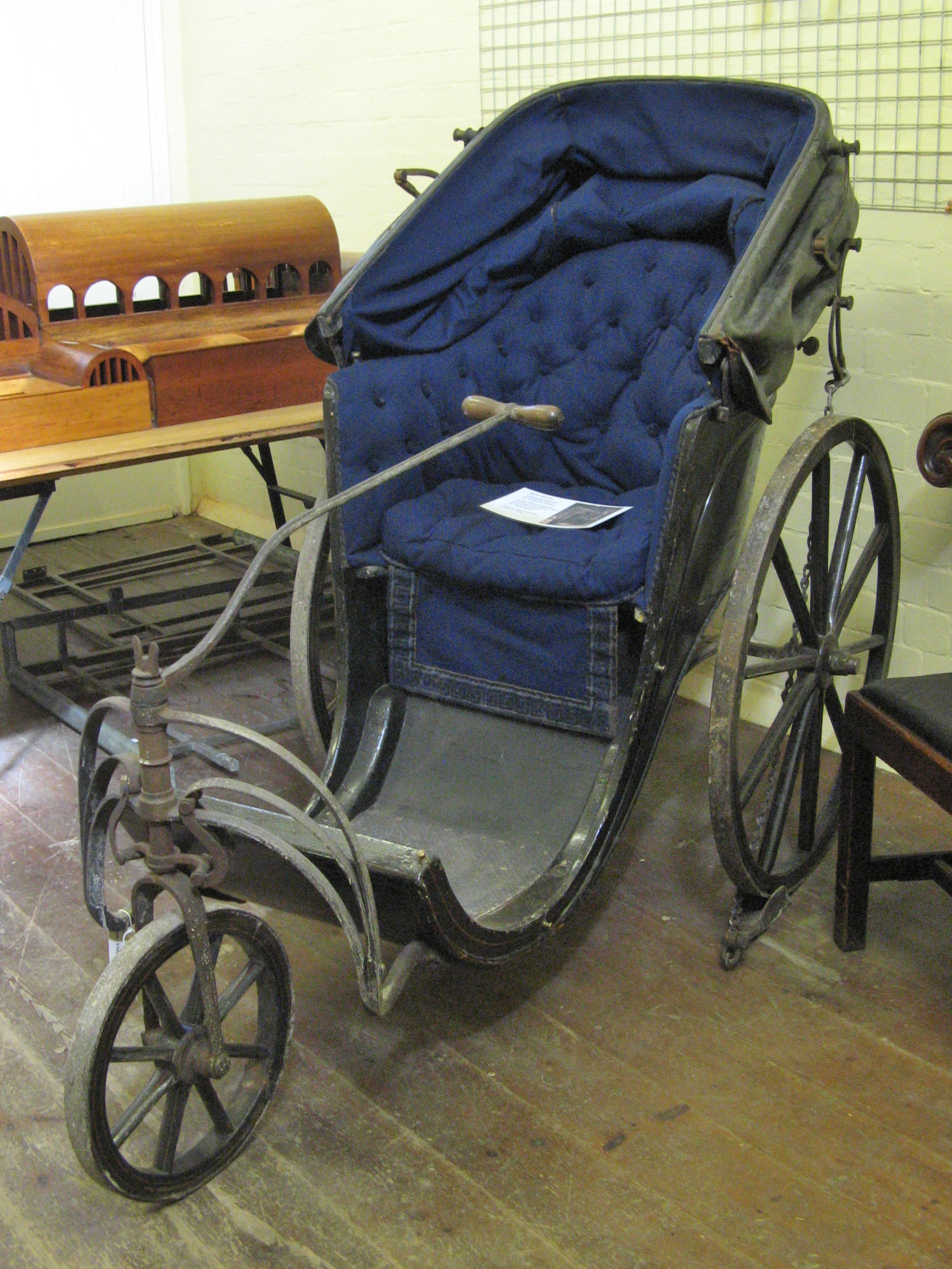
صندلی باث